# Čabdin
Čabdin je vesnice v Chorvatsku v Záhřebské župě. Je součástí opčiny města Jastrebarsko, od něhož se nachází 3 km jihovýchodně. V roce 2011 zde žilo 139 obyvatel. Vesnice se nachází u exitu 2 z dálnice A1.
Sousedními sídly jsou vesnice Crna Mlaka a město Jastrebarsko.

## Historie
Osada byla poprvé zmíněna v roce 1249 jako „terra Chebden“. V roce 1783 byla uvedena na mapě prvního vojenského mapování jako Cserdin. Patří do farnosti sv. Mikuláše v Jastrebarsku. V roce 1857 zde žilo 194 obyvatel a v roce 1910 celkem 127 obyvatel. Před uzavřením trianonské smlouvy patřil Čabdin do bývalého Jastrebarského kotaru v Záhřebské župě.